# Pipistrellus pulveratus
Pipistrellus pulveratus är en fladdermusart som först beskrevs av Peters 1871. Pipistrellus pulveratus ingår i släktet Pipistrellus och familjen läderlappar. Internationella naturvårdsunionen kategoriserar arten globalt som livskraftig. Inga underarter finns listade i Catalogue of Life. Wilson & Reeder (2005) listar arten i släktet Hypsugo.
Arten har 33 till 36 mm långa underarmar. Ovansidan är täckt av brun päls och undersidan är ljusare brun till vit. På nosen samt på öronen förekommer bara enstaka hår och huden är svart. Exemplar som hittades i Burma hade på ovansidan gula hårspetsar. Arten skiljer sig även i en avvikande konstruktion av hannens penisben från andra släktmedlemmar.
Denna fladdermus förekommer på det sydostasiatiska fastlandet från sydöstra Kina till östra Myanmar, centrala Thailand, centrala Laos och centrala Vietnam. Arten hittades även på Hainan. Den vistas i låglandet och i bergstrakter upp till 1080 meter över havet. Habitatet utgörs av delvis städsegröna skogar och andra skogar kring kalkstensklippor. Individerna vilar i grottor och ibland i byggnader.
Under jakten används ekolokalisering och lätet avslutar med en frekvens av 32 till 35 kHz.